# Nederlands kampioenschap 10 km 2010
Het Nederlands kampioenschap 10 km 2010 vond plaats op 5 september. Het was de zevende keer dat de Atletiekunie een wedstrijd organiseerde met als inzet de nationale titel op de 10 km. De wedstrijd vond plaats in de stad Tilburg tijdens het hardloopevenement Tilburg Ten Miles.
Nederlands kampioen 10 km bij de mannen werd Koen Raymaekers en bij de vrouwen won Lornah Kiplagat de titel.

## Uitslagen

### Mannen
| Rang   | Atleet             | Vereniging           | Tijd  |
| ------ | ------------------ | -------------------- | ----- |
| Goud   | Koen Raymaekers    | Hellas               | 29.15 |
| Zilver | Patrick Stitzinger | AV Pegasus           | 29.29 |
| Brons  | Tom Wiggers        | AV Castricum         | 29.34 |
| 4      | Thomas Poesiat     | HAAG Atletiek        | 29.39 |
| 5      | Pim Molenaar       | Hera                 | 30.16 |
| 6      | Greg van Hest      | Tilburg Road Runners | 30.28 |
| 7      | Ronald Schröer     | Hera                 | 30.31 |
| 8      | Colin Bekers       | THOR                 | 30.34 |
| 9      | Sander Schutgens   | Pegasus              | 30.39 |
| 10     | Gert-Jan Wassink   | Argo                 | 30.57 |

### Vrouwen
| Rang   | Atleet                | Vereniging           | Tijd  |
| ------ | --------------------- | -------------------- | ----- |
| Goud   | Lornah Kiplagat       | Hylas                | 31.42 |
| Zilver | Merel de Knegt        | Tilburg Road Runners | 34.24 |
| Brons  | Ilse Pol              | Running2000          | 34.45 |
| 4      | Mariska Kramer        | Friesland            | 34.51 |
| 5      | Lindsay van Marrewijk | Haag Atletiek        | 34.52 |
| 6      | Nadja Wijenberg       | AV Unitas            | 35.36 |
| 7      | Inge de Jong          | Trias                | 35.42 |
| 8      | Andrea Deelstra       | AV Heerenveen        | 36.07 |
| 9      | Ingrid Versteegh      | AV Sprint            | 36.26 |
| 10     | Jill Holterman        | AV Zaanland          | 36.34 |

1999 ·
2005 ·
2006 ·
2007 ·
2008 ·
2009 ·
2010 ·
2011 ·
2012 ·
2013 ·
2014 ·
2015 ·
2016 ·
2017 ·
2018 ·
2019 ·
2021 ·
2022 ·
2023